# Natalie Garza
Natalie Garza (* 13. Oktober 1982 in Miami, Florida) ist eine US-amerikanische Schauspielerin.

## Leben und Karriere
Natalie Garza wurde 1982 in Miami, Florida geboren. Ihre Zwillingsschwester Nicole ist ebenfalls Schauspielerin. Sie standen gemeinsam für Film- und Fernsehproduktionen vor der Kamera. In den Vereinigten Staaten sind beide unter anderem auch als die DoubleMint-Zwillinge bekannt, da sie für The Wrigley Company in einem Fernseh-Werbspot für diese Kaugummimarke zu sehen sind.
Natalie Garza hatte ihre erste Rolle in der Fernsehserie Presidio Med als Emmy. Im Jahr 2003 spielte sie in einer Folge der Fernsehserie Gilmore Girls als Mickey mit. Im Jahr 2006 war sie in der Rolle der Jesse in How I Met Your Mother zu sehen, danach erhielt sie die Rolle der Faith in der Fernsehserie Campus Ladies, die sie in neun Folgen spielte. Im Jahr 2009 spielte sie in der Horrorkomödie College Vampires die Rolle der Lia in einer Nebenrolle. In dem US-amerikanischen Thriller A Perfect Getaway erhielt sie eine kleinere Rolle. In dem Fernsehfilm The Christmas Pageant spielte sie ihre bisher letzte Rolle.

## Filmografie (Auswahl)
- 2003: Gilmore Girls (Fernsehserie, Folge 4x03 The Hobbit, the Sofa, and Digger Stiles)
- 2006: How I Met Your Mother (Fernsehserie, Folge 2x02 Neues Leben, alte Fehler)
- 2006–2007: Campus Ladies (Fernsehserie, neun Folgen)
- 2008: Dexter (Fernsehserie, Folge 3x02 Auf der Suche nach Freebo)
- 2009: College Vampires (Transylmania)
- 2009: A Perfect Getaway
- 2011: The Christmas Pageant (Fernsehfilm)